# Fondation Louis-Vuitton
A párizsi Fondation Louis-Vuitton művészeti múzeum és kulturális központ, amelyet az LVMH csoport és leányvállalatai támogatnak. Jogilag különálló, nonprofit szervezetként működtetik az LVMH művészet- és kultúranépszerűsítő programjának részeként.
A múzeum 2014 októberében nyílt meg. Az épületet Frank Gehry építész tervezte, és Párizs 16. kerületében, a Bois de Boulogne-ban, a Jardin d'Acclimatation mellett található. 2017-ben több mint 1 400 000 ember kereste fel.

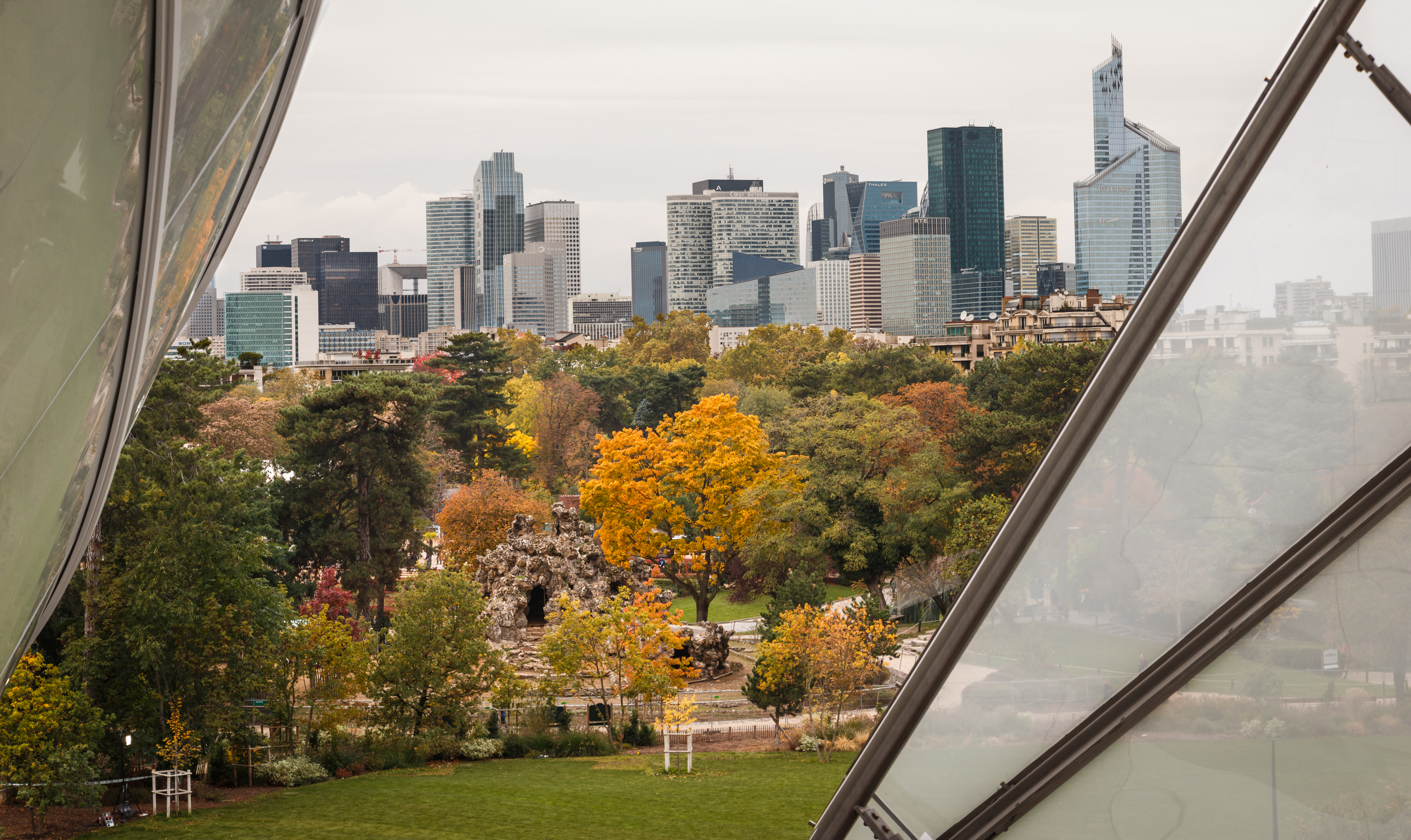
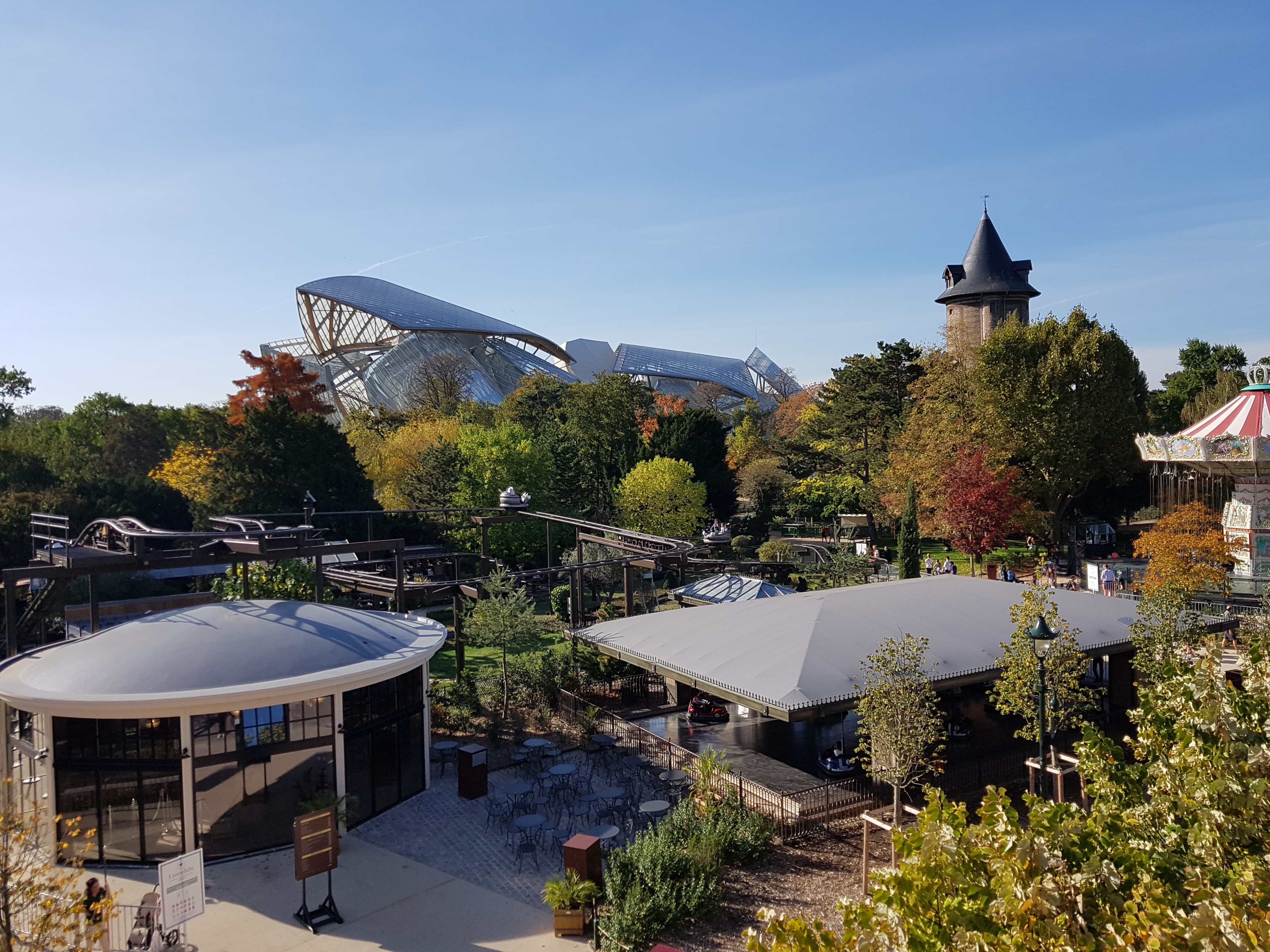

## Híres művészek
- Ólafur Elíasson, izlandi származású dán képzőművész

## Kapcsolódó szócikk
- Louis Vuitton